# Ophonus puncticeps
Ophonus puncticeps es una especie de escarabajo terrestre ruderal originario del Paleártico, incluyendo Europa y el Oriente Próximo.

## Descripción
La especie es de color negro con patas y antenas de color marrón. Es fitófago y mide entre 6,5 y 9 milímetros de largo.

## Distribución
En Irlanda, se creía que se encontraba en Belfast, donde se encontró por primera vez en 1902. En un principio resultó ser Harpalus puncticollis, especie descrita por Paykull ese mismo año. Pero, más tarde se confirmó que en realidad se trataba de Ophonus rufibarbis.